# Lepidium austrinum
Lepidium austrinum, la hierba del sur o hierba del sur, es una especie de planta con flores de la familia Brassicaceae.

## Descripción
En México, a Lepidium austrinum se le conoce comúnmente como berro del sur o mastuerzo del sur. También se le puede encontrar como «lentejilla» o «lentejilla de campo». 
La planta es una hierba cuyas primeras hojas forman una roseta, pero luego el tallo se ramifica desde la base. En condiciones ideales, puede alcanzar hasta 94 cm de altura y puede comportarse como una  anual o una  bienal. Hojas maduras en los tallos pueden ser mucho más largas que anchas, con la porción más ancha cerca de la punta, o muy estrechas. Las márginas pueden tener dientes cortos o no, y hojas en la base pueden estar profundamente lobuladas. Sus flores, muy pequeñas, son blancas, o en ocasiones no tienen pétalos. Los frutos son aplanados, algo redondeados, y cada uno presenta una muesca visible en la punta. Una característica que distingue a esta   de muchas otras especies de Lepidium es que sus partes verdes están cubiertas de pelos rígidos y moderadamente largos.

## Área de distribuión
El área de distribución nativa de Lepidium austrinum es el centro y centro-este de los Estados Unidos y el cuarto noreste de México.

## Hábitat
Lepidium austrinum  crece en zonas abiertas y perturbadas con suelos arenosos a  francos.

## Ecología
Un estudio sobre los efectos de los compuestos secundarios de las plantas, o  metabolitos secundarios, en el suministro de alimento del  venado cola blanca en el matorral espinoso tamaulipeco del norte de México (también conocido como "Mezquital Tamaulipeco" y "Zona de Matorrales") reveló que el venado consume, entre otras plantas, Lepidium austrinum en primavera. La digestibilidad de la materia seca de la planta fue del 65.6%, aproximadamente el promedio entre las herbáceas consumidas. Su nitrógeno total, un indicador del contenido de proteína, fue de 2.4 g por 100 g de materia seca.
Varias especies de aves se alimentan de las vainas de la planta.

## Usos
Los frutos redondas de Lepidium austrinum pueden añadir un toque picante a las ensaladas.

## Etimología
Es posible que el nombre genérico Lepidium de Linneo provenga de una planta similar llamada Lepidium latifolium por Plinio el Viejo (23/24-79 d. C., mucho antes que Linneo). Ese nombre se basó en  el griego lepis, que significa «escama», en referencia a los frutos con una vaga forma escamosa. Sin embargo, uno se pregunta acerca del latín lepidus, que describe algo que es agradable, fino, elegante o limpio,  lo que podría describir el sabor picante de las frutas.
El nombre de la especie austrinum viene del latín y significa «sur».